# Stazione di Madonnelle
La stazione di Madonnelle è una delle stazioni ferroviarie di Napoli, parte della ferrovia Napoli-Centro Direzionale-San Giorgio della ferrovia Circumvesuviana.
Poco più a nord si dirama un raccordo in direzione della stazione di Volla sulla ferrovia Napoli-Nola-Baiano.

## Strutture e impianti
Aperta insieme alla linea nel 2002, la stazione dispone di un fabbricato viaggiatori che ospita la sala d'attesa e la biglietteria (non più in funzione). I binari sono due, uniti tramite una banchina: l'accesso è consentito o tramite un sottopassaggio o attraverso l'uso di scale mobili. 

## Movimento
La fermata è servita dai treni della relazione Napoli Porta Nolana-San Giorgio a Cremano.
Il traffico passeggeri si mantiene su livelli discreti con l'accumularsi nel picco di mezzogiorno

## Servizi
La stazione dispone di:
- Biglietteria (non più in funzione)
- Scale mobili
- Accessibilità per portatori di handicap
- Fermata autolinee
- Sottopassaggio
- Servizi igienici